# 愛宕トンネル有料道路
愛宕トンネル有料道路（あたごトンネルゆうりょうどうろ）は、山梨県甲府市にかつて存在した有料道路である。
1977年（昭和52年）供用開始、1996年（平成8年）無料開放。甲府市東光寺町と同市元紺屋町を結んでいる。

## 概要
昭和40年代、甲府都市圏は増加する車の通行量に既存の道路整備が追いつかず、甲府市街地を東西に貫く甲州街道（現在の国道411号及び国道52号）のバイパス機能として1971年（昭和46年）に、同市南部を迂回する甲府バイパス（国道20号）が建設供用されたが、市街地に接した北部山麓地域を東西に結ぶ幹線道路はなく、山梨県により甲府駅北側の武田地区と同市東部の横根町（青梅街道と甲州街道の交点付近）を結ぶ区間約3キロメートルが、山梨県道6号甲府韮崎線の分岐延長路線として建設された。この区間のうち愛宕山の直下を貫くトンネル部分が1977年（昭和52年）に一般有料道路として供用された。
用地買収の遅れから、開通当初はトンネル東側の甲斐善光寺北側の交差点までしか供用されておらず、山梨県道109号善光寺線を経由して、旧甲州街道善光寺入口交差点（城東通り）と連絡する変則的な供用であったが、数年後には東側の酒折地区区間が完成し、甲府盆地北部の東西方向の移動は格段に便が良くなった。供用開始から13年後の1990年（平成2年）には、トンネル内の排気ガスを排出するために換気設備が設けられ、1996年（平成8年）3月に営業終了、無料開放された。
同トンネルを含む県道6号甲府韮崎線は北バイパス(北バイ)と呼ばれ、甲府市内区間は現在山の手通りという愛称がつけられている。

## 沿革
- 1974年（昭和49年）4月1日：県営愛宕トンネル有料道路建設事務所を設置する。
- 1976年（昭和51年）1月14日：愛宕トンネル貫通式を挙行する。
- 1977年（昭和52年）3月29日：竣工式を挙行する。
- 1977年（昭和52年）3月31日：県営愛宕トンネル有料道路建設事務所を廃止する。
- 1977年（昭和52年）4月1日：愛宕トンネル有料道路として供用を開始。
- 1990年（平成2年）4月27日：換気設備が設置され、竣工式を挙行する。
- 1996年（平成8年）3月20日：前日をもって有料道路としての営業を終了し、無料開放する[3]。
- 2013年（平成25年）12月13日 - 12月17日 :笹子トンネル天井板落下事故の発生により、換気設備に天井板が使用されていたことから安全性の観点など問題があったため通行止めとした上で天井板等の撤去が実施される[4]。

## 道路施設

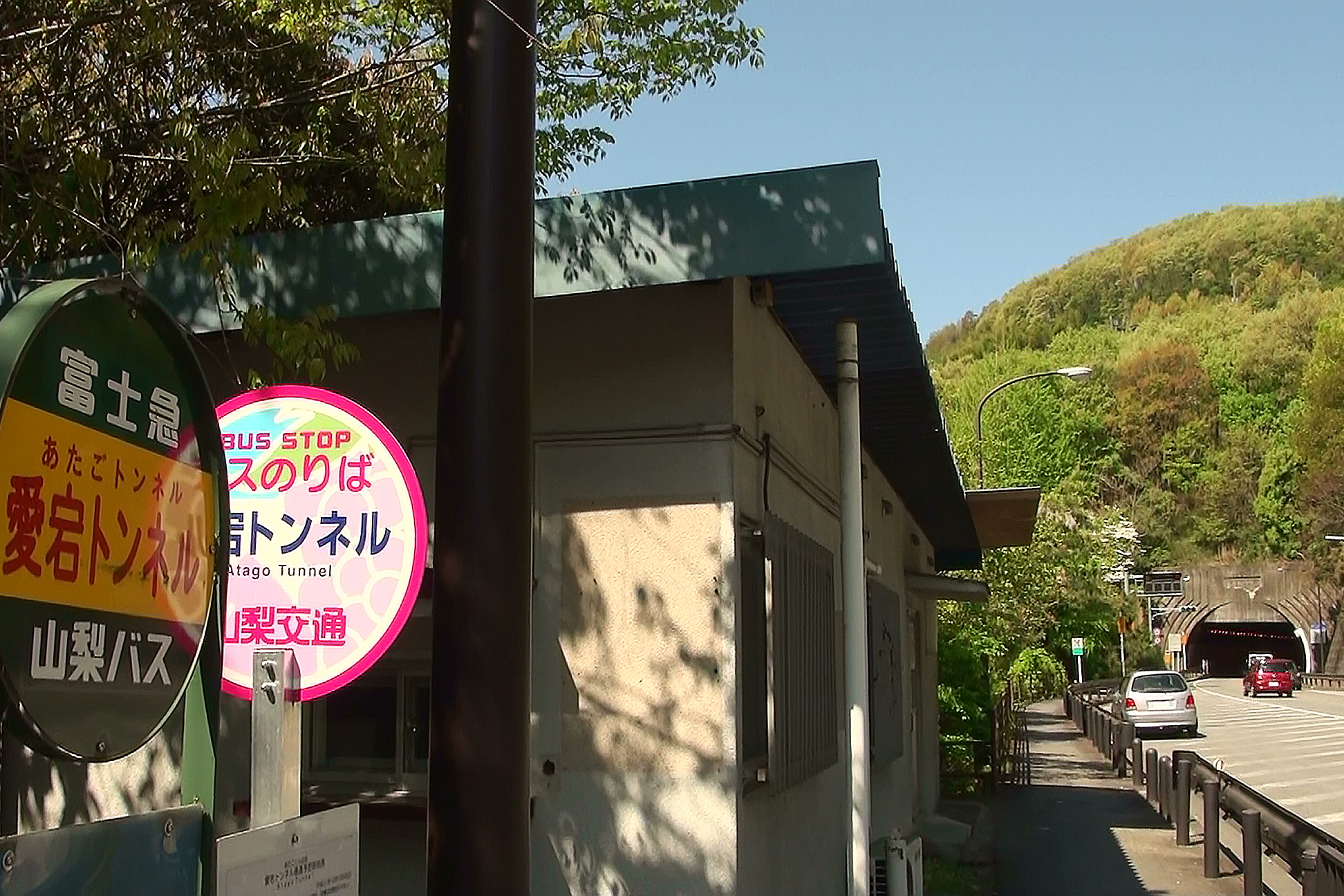
料金所跡地の路線バス停留所

- 愛宕トンネル（延長：780m）
  - 東口、甲府市東光寺町（北緯35度40分8.9秒 東経138度35分7.3秒 / 北緯35.669139度 東経138.585361度）
  - 西口、甲府市元紺屋町（北緯35度40分14.1秒 東経138度34分36.8秒 / 北緯35.670583度 東経138.576889度）
- 料金所はトンネル東口にあった。（跡地は路線バスの「愛宕トンネル」停留所になっている）

## 近隣施設
- 山梨県立愛宕山こどもの国
- 山梨県立科学館